# FamilyMart

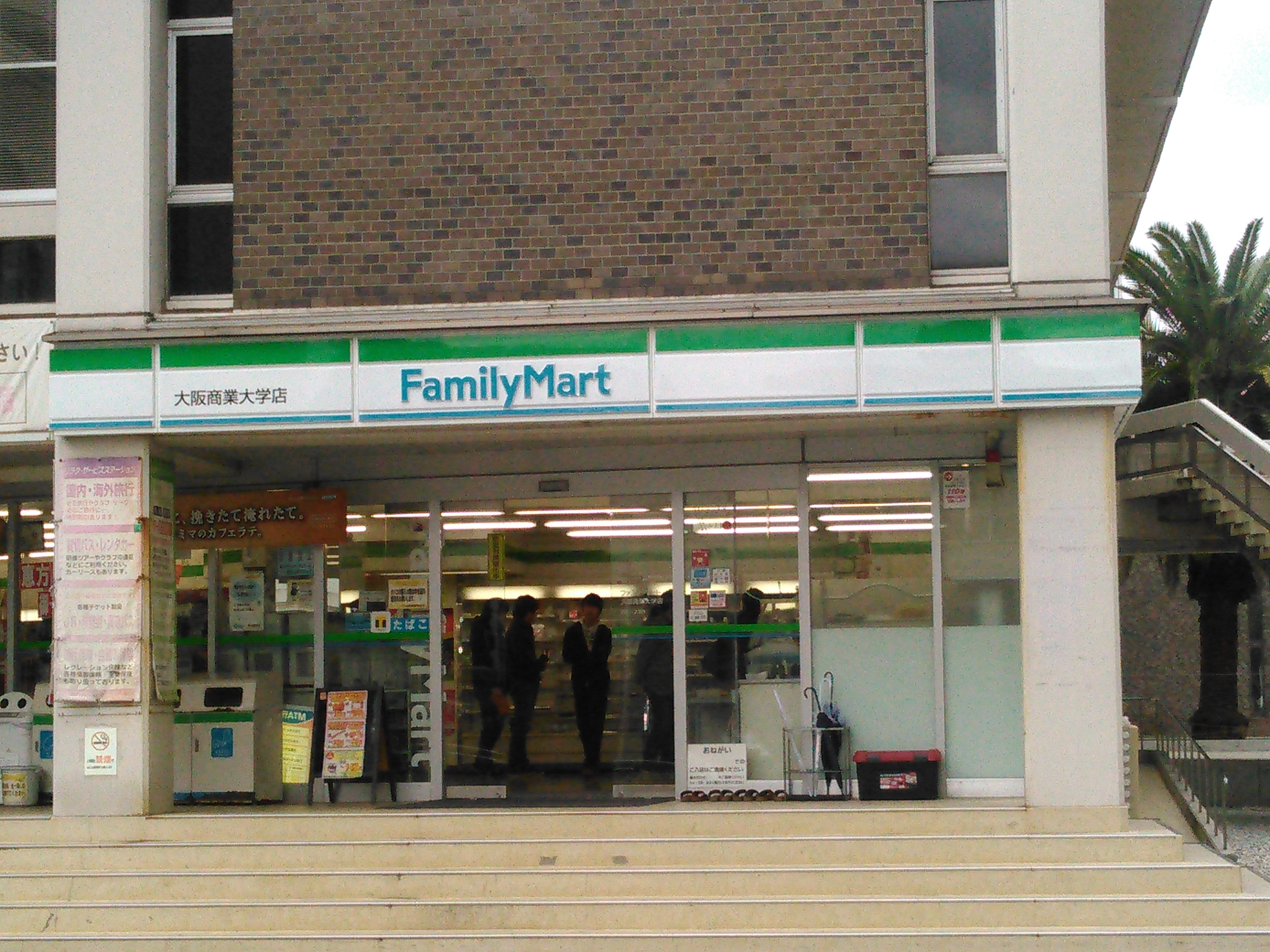
Family Mart à Osaka (université du Commerce)

FamilyMart est une entreprise de distribution japonaise franchisée. Elle a ouvert en 1981. Son principal actionnaire est Itochu qui en détient 35,55 %. Son siège social est situé à Tokyo au Japon. 

## Présentation
FamilyMart est l'une des principales entreprises de distribution au Japon, mais également à Taïwan, en Thaïlande et en Corée du Sud. Elle possède environ 20 000 magasins en franchise, dont près de 9 000 konbini au Japon, près de 7 000 en Corée du Sud et près de 3 000 à Taïwan[Quand ?].

## Histoire
En mars 2015, FamilyMart et UNY Group, qui possède Circle K Sunkus, annoncent discuter d'une fusion de leur activité pour 2016, sous la marque FamilyMart. Un accord est présenté le 15 octobre 2015, pour une fusion en septembre 2016.